# الدندر

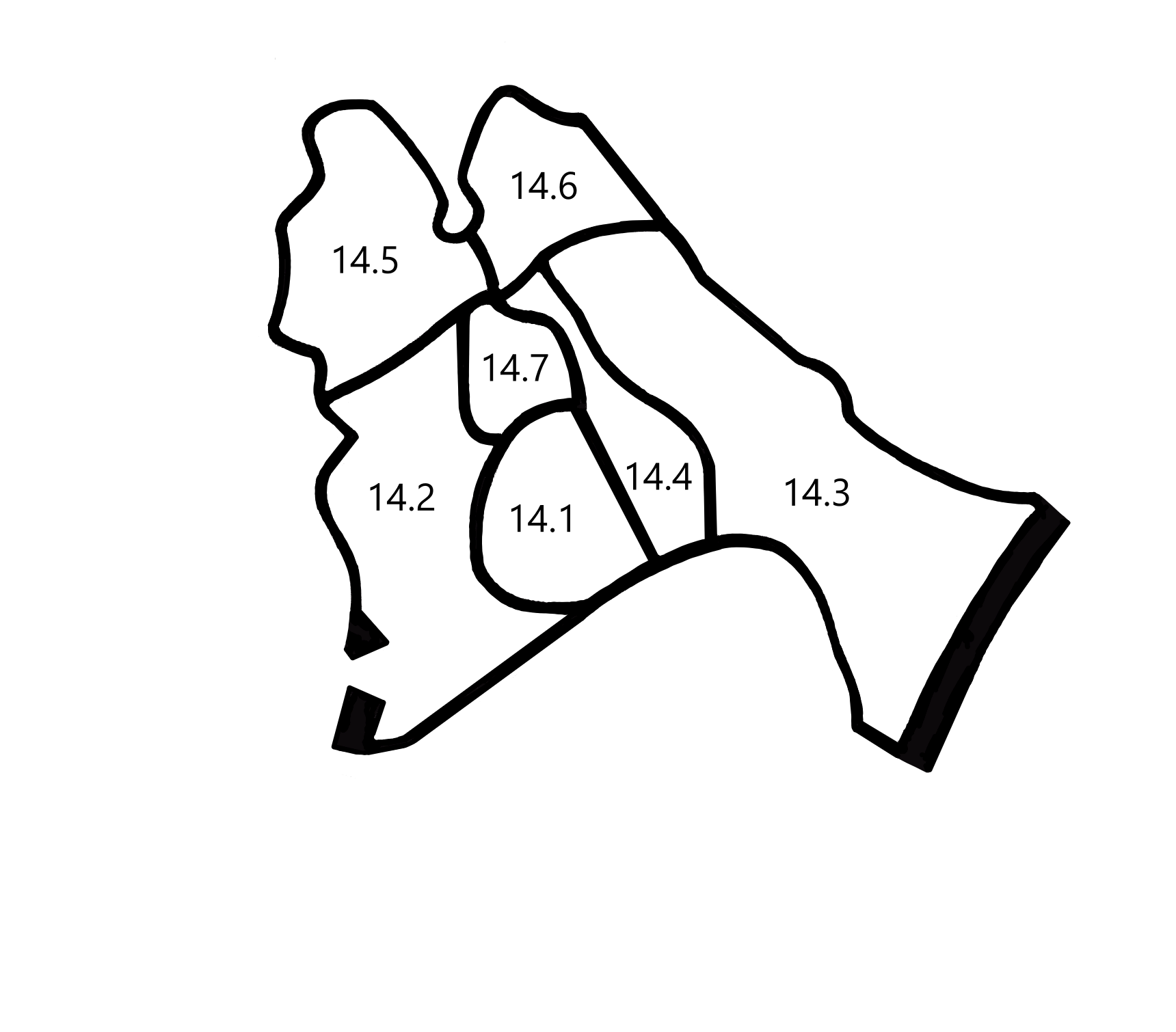
مقاطعات سنار مرقمة على التوالي من بينها الدندر: 14.1 أبو حجر 14.2 الضالع 14.3 الدندر 14.4 السوكي 14.5 سنار 14.6 شرق سنار

الدندر مدينة تقع في ولاية سنار شرقي السودان.

## محمية طبيعية

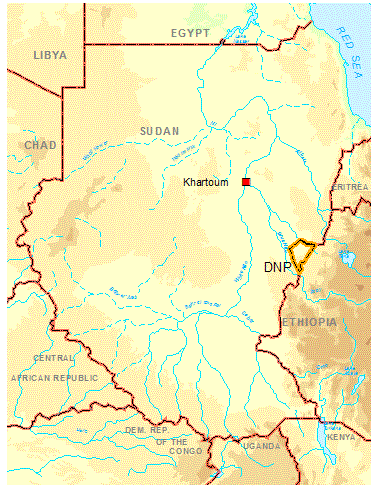
موقع محمية الدندر

تقع في منطقة اليونيسكو التي ترعى محمية الدندر القومية، ويحيط بها نهر الدندر ، الذي استمد إسمه منها.

## الوحدات الادارية

### وحدة منطقة غرب الدندر
- الاحياء: حي النصر - حي أدو - حي الجبل - حي على عبد اللطيف - حي السلام - الحي الشرقي - حي عرب الصيد - حي الأملاك - الحي الغربي - حي النهضة - حي الإنقاذ - حي أم عرديب - حي الصفا - حي كوسوفو

- القرى: 84 قرية .

### وحدة منطقة شرق الدندر
تضم عدد 88 قرية 